# Sigebaldo Caballazio
Sigebaldo Caballazio (Novara, ... – Novara, 1269) è stato un vescovo cattolico italiano.
Da certa biografia è indicato come Sigebaldo Cavallazzi.

## Biografia
Sigebaldo Caballazio nacque a Novara dalla medesima famiglia che darà alla sede episcopale novarese un altro vescovo, Englesio.
Divenuto canonico della cattedrale di Novara nel 1238, divenne dal 1243 prevosto in una chiesa del Parmense.
Canonico della cattedrale di Padova, venne nominato vescovo di Novara il 28 luglio 1249, radunando già dal 7 settembre 1257 un sinodo in cui pubblicò alcuni decreti di riforma sulla diocesi novarese.
Morì a Novara nel 1269.